# Palpimanus lualabanus
Palpimanus lualabanus is een spinnensoort uit de familie Palpimanidae. De soort komt voor in Congo.